# Тала (Египет)
Тала (араб. تلا‎) — город на севере Египта, расположенный на территории мухафазы Минуфия.

## Географическое положение
Город находится на севере мухафазы, в южной части дельты Нила, на расстоянии приблизительно 12 километров к северо-северо-западу (NNW) от Шибин-эль-Кома, административного центра провинции. Абсолютная высота — 4 метра над уровнем моря.

## Демография
По данным переписи 2006 года численность населения Талы составляла 49 468 человек.
Динамика численности населения города по годам:
| 1996   | 2006   |
| ------ | ------ |
| 44 010 | 49 468 |

## Транспорт
Ближайший крупный гражданский аэропорт — Международный аэропорт Каира.